# 上海市普陀區文化館
上海市普陀區文化館是中華人民共和國上海市普陀區蘭溪路的一個建築，隸屬於普陀區文化局管轄。該建築始建於1953年。1994年4月在原地址重建新館。1996年12月新館竣工。新館有8層樓面。1樓至5樓為商場。